# Slađan Ćosić
Slađan Ćosić (Teslić, 22. svibnja 1973.), hrvatski katolički svećenik iz BiH, vrhbosanski svećenik, vatikanski diplomat i trenutni generalni vikar Vrhbosanske nadbiskupije. Bivši je chargés d’affaires (otpravnik poslova) Svete Stolice u Republici Kini (Tajvanu) sa sjedištem u Taipeiju (2016. – 2019.).

## Životopis
Rodio se je u Tesliću 22. svibnja 1973. godine, s prebivalištem u župi Bežlja. Osnovnu školu pohađao je u Studencima. Klasičnu gimnaziju pohađao je u Pazinu i Zadru. Teološki studij završio je u Sarajevu. Za svećenika Vrhbosanske nadbiskupije zaređen je 29. lipnja 1998. godine te inkardiniran u istu nadbiskupiju.
Poslijediplomski studij prava pohađao je na Papinskom Lateranskom sveučilištu u Rimu, gdje je i doktorirao 2004. godine. Godine 2002. počeo se pripremati za diplomatsku službu Svete Stolice na Papinskoj crkvenoj akademiji.
U diplomaciji Svete Stolice djelovao je od 2004. do 2019. godine. U tom je razdoblju bio na službi u različitim nuncijaturama:
- tajnik nuncijature u Zambiji i Malaviju (2004. – 2007.),[5]
- tajnik i savjetnik nuncijature u Brazilu (2007. – 2010.),
- savjetnik pri Vijeću Europe u Strasbourgu (2010. – 2013.),
- savjetnik u nuncijaturama u Čadu i Srednjoafričkoj Republici (2013. – 2015.),
- otpravnik poslova (chargés d’affaires) u Republici Kini (Tajvanu) (2016. – 2019.).[6]

U Vrhbosansku nadbiskupiju vratio se 2019. godine kada je imenovan generalnim vikarom.
Govori nekoliko stranih jezika, među ostalim: engleski, talijanski, francuski i portugalski.